# آدوالدو
آدوالدو (انگلیسی: Adevaldo؛ زادهٔ ۱۶ اوت ۱۹۴۳) بازیکن فوتبال اهل برزیل است.
از باشگاه‌هایی که در آن بازی کرده‌است می‌توان به باشگاه فوتبال سائو پائولو، باشگاه فوتبال بوتافوگو، و باشگاه فوتبال باهیا اشاره کرد.